# 天津美术馆
天津美术馆是天津市的一座综合造型艺术博物馆。其主要目的是对近现代以及当代的艺术作品进行收藏、专业研究、推广及展示以及培养各界人士对艺术作品的审美还有促进国际交流。天津美术馆隶属于天津市文化和旅游局。天津美术馆坐落于天津市河西区友谊路与平江道交口的天津文化中心并于2012年5月19日正式开放。与天津博物馆、天津大剧院、天津图书馆、天津自然博物馆毗邻。2019年8月16日，天津美术馆在经历一个月的整修后重新对外开放。

## 历史
2009年9月，天津美术馆建设项目的母项目文化中心工程项目开建。2010年2月，天津美术馆场馆开建。2011年，天津美术馆临时筹展组正式成立，同年12月，天津美术馆筹建办公室成立。2012年开始天津美术馆开始收集展品并与各个展览进行商谈。2012年3月，场馆开始接受工作。天津美术馆标识设计与展览设计由世纪坐标广告公司负责。同年4月，天津美术馆筹建办公室迁入新场馆办公。5月，开始在各厅进行布展。5月19日，天津美术馆的6个展览与天津市文化中心的其他馆一起同时对外开放。首次对外展览的6个展分别为“面向现代——馆藏二十世纪中国画展（1900—1950年）”“中国当代美术名家捐赠展”“共和国美术之路——中国美术馆馆藏作品展”“萍香清逸——萧朗中国画精品展”“艺海双璧——孙其峰、孙克纲美术作品展”以及“馆藏天津近代书画作品展（1860—1949年）”。共展出展品近600件（套）。首日接待了超过7千名观众。

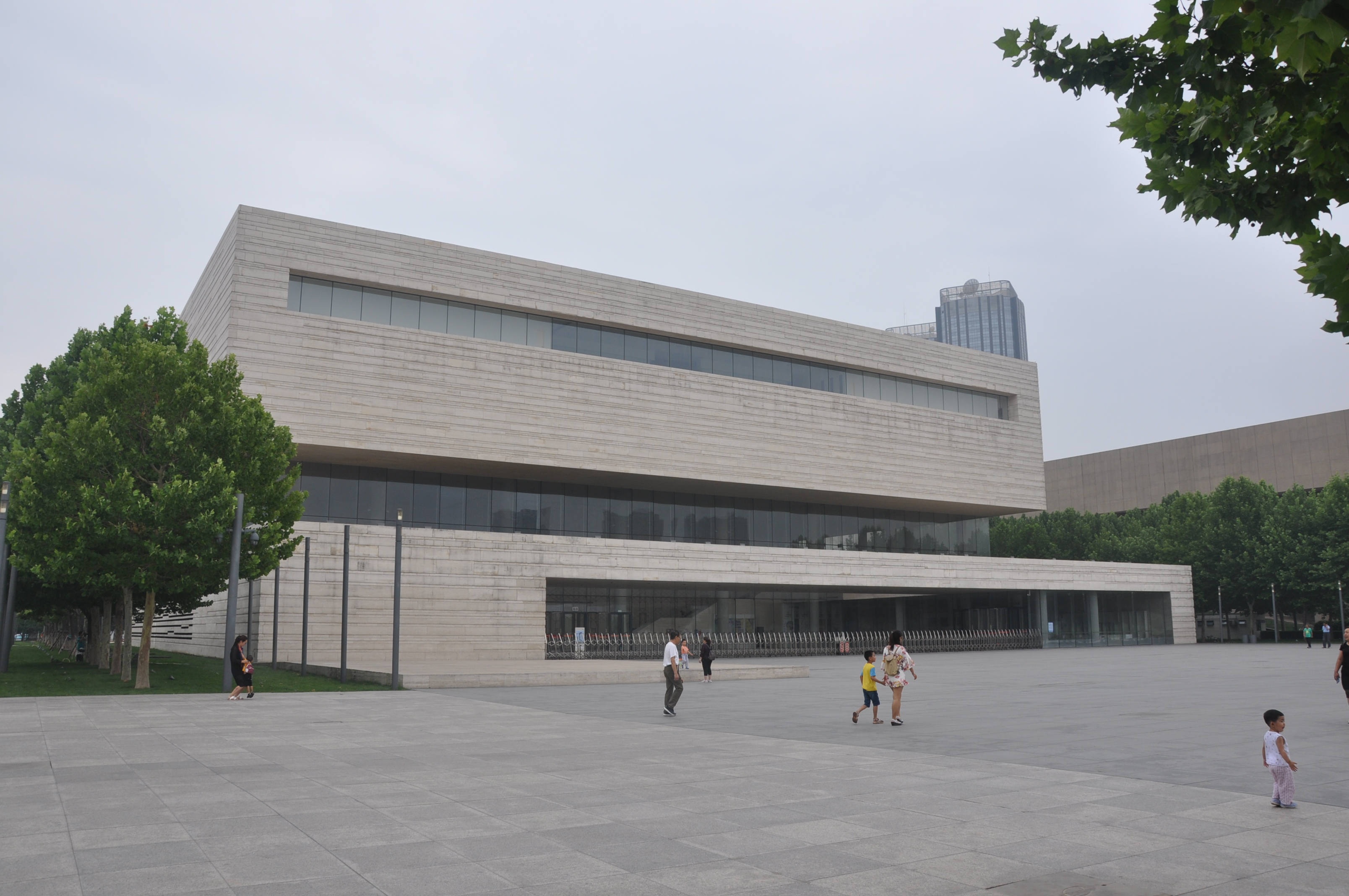
天津美术馆

2012年6月1日，儿童活动室正式开放。2012年12月官方网站正式运行。2013年3月，天津美术馆微信公众平台上线。2013年4月，天津市河西区平江道60号的门号正式启用。2014年3月8日，第100万个观众参观天津美术馆。同年10月17日，天津美术馆成为中国博物馆协会会员。2015年，天津美术馆馆藏188件作品录入全国美术馆藏品普查信息系统，成为中国第一个完成普查的省级美术馆。2019年4月，对藏品库进行升级改造。2019年7月8日至8月15日，天津美术馆对馆内地面、墙面进行闭馆修缮，并于8月16日重新开放。

## 学术与科普
除了陈列与展览，天津美术馆多次举行不同形式的科研与科普工作。2013年5月28日，成立“天津美术馆学术委员会”。截止至2018年年底，天津美术馆面向社会举办了180讲“美术讲堂”，204期“美术体验” 以及第46期“美术进社区”等活动。美术馆还举办过如美术馆志愿者交流等的团体类活动。除此之外，出版刊物也是天津美术馆普及近现代、当代艺术文化的一种方式，如《美术讲堂一百期纪念文集（上册）》《岁月涟漪——近代湖社画会》《百年流变——天津近现代美术发展历程》《华枝春满——李叔同书法、信札集》等。美术馆面向校园则举办过41场“美术进校园”，多次举办过冬（夏）令营等活动，并与南开大学历史学院、天津美术学院新媒体艺术学院、天津师范大学美术与设计学院等天津市13所高校举办了“创建美术馆与高校教育联建机制研讨会”，以促进馆校在人才培养、社会实践、学术等方面建立互动交流的系统。

## 建筑与设施
天津美术馆立项投资额为4.3亿元人民币，设计单位为德国KSP尤根·恩格尔建筑师事务所，合作设计单位为天津市建筑设计院滨海分院，设计时间为2008年，馆舍于2012年竣工。美术馆总建筑面积达28,098平方米，用地面积为23,850平方米，总展厅面积达9000平方米。建筑高度近30米。美术馆分为地下一层和地上四层，地下一层主要为车库及储存设备，地上四层为展厅。美术馆的外观似具有精准切口以及凹洞的石材立方体。美术馆北侧为近50米的广场自由通道，通道将建筑的内部空间与前广场结合在一起。入口上方的二层到顶层为出挑楼面，呈现出一种悬浮感，下方的钢管混凝土柱为其提供支撑。下方为高近15米的全玻璃幕墙。幕墙为参观者将美术馆空间与室外人工湖的景致联系在一起，也就是将艺术的享受与自然景观相融合。可以看作是是整个美术馆宽度的延伸的入口大堂迎接着入馆的参观者。从北侧入口进入后是层层退进的共享大厅，几个阶梯式的向上楼梯构成了美术馆的参观路线连接着各层展厅，上方则是超过30米跨度的轻钢屋面。展厅便布置在上升中的平台周围。罗马洞石是构成建筑立面的主要材料，表现出建筑的横向肌理使得美术馆各层看起来是融合成的一个整体。除了展厅，美术馆还拥有报告厅、研讨室、人文美术图书资料中心、绘画装裱修复室和油画修复室等功能较为完善的设施。
天津美术馆建设时采用了不同的绿色技术，其中包括采用低辐射玻璃的自然光综合利用技术，强调了建筑的局部立面的同时又避免光线直射入馆内的石材百叶，砌块密度小、热导率小的蒸压轻质砂加气混凝土砌块施工工艺以及再生能源利用技术等。除此之外，美术馆二楼主展厅的吊顶采用具有材质轻、强度高、吸音隔音效果好且寿命长的软膜天花作为展厅发光顶棚，这种设计使得展厅内光线充足、无阴影和盲区。主展厅高10米，吊顶约8米，是美术馆馆舍建成时国内最高的美术展厅。
天津美术馆建筑设施对藏品的保护也起到了一定作用。美术馆第一、二层的主展厅，灵活展厅以及第四层的珍品展柜展厅均采用人工照明的方式，而第三层现代艺术展厅则采用侧窗采光与人工照明的方式相结合。为保护展品，建筑内主要是展厅内的灯光均采用紫外线含量较少的照明设备。藏品库、修复室则采用滤除紫外线的荧光灯。并且通过减少照明时间等方法减少曝光量。为了控制馆内空气的温度及湿度，美术馆对展柜及藏品库均装有多个温湿度传感器。24小试运行的安防系统包括视频监控系统、入侵报警系统、出人口控制系统、电子巡查系统以及人员流量监控系统以确保人员及藏品的安全。天津美术馆空调及供暖系统的全新设计使其能适应馆舍建筑空间复杂，高大空间多，空间连通度高，对空气环境要求高以及天津本地气候的影响等特殊条件。

## 展览及藏品

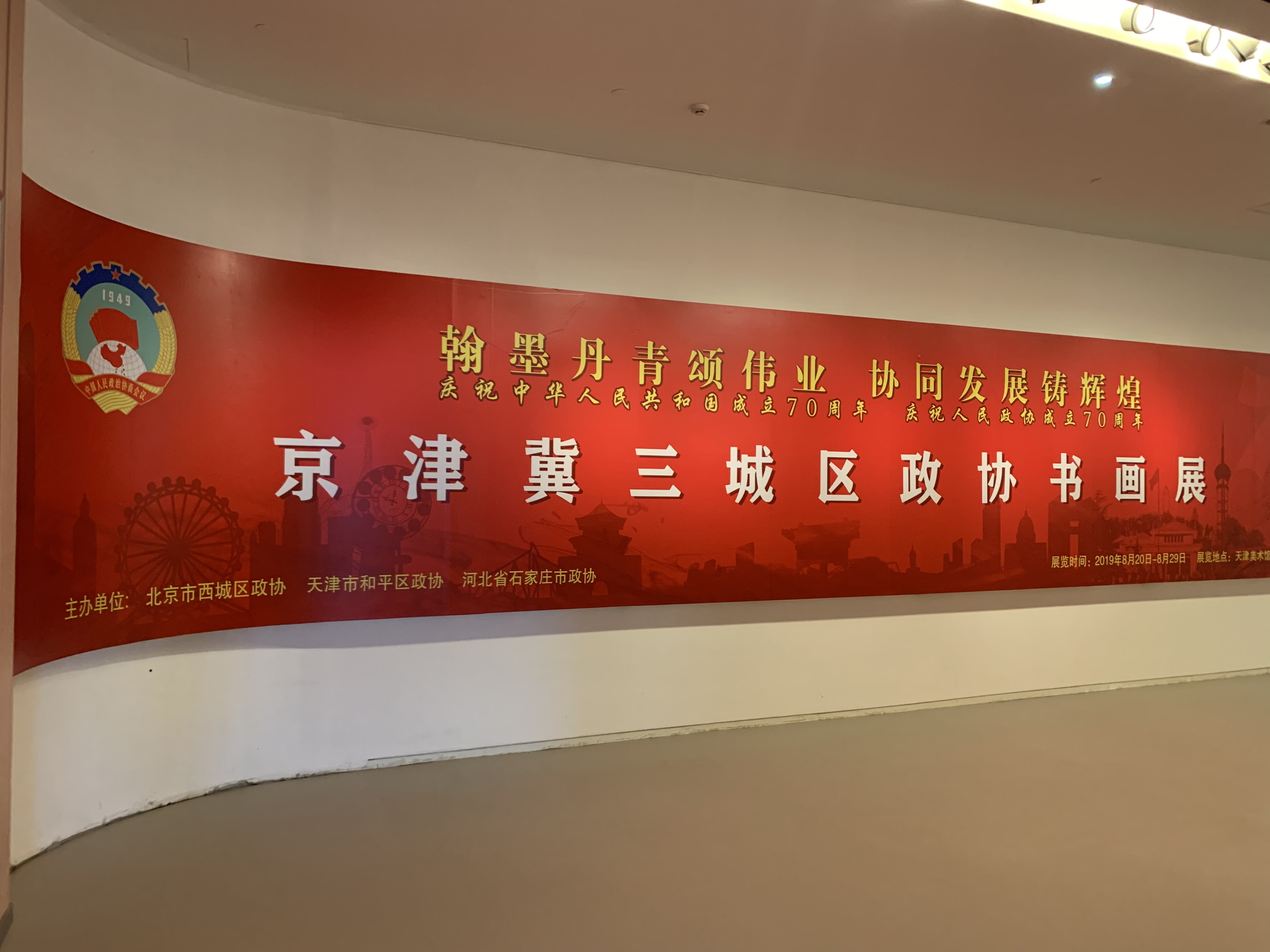
“翰墨丹青颂伟业 协同发展铸辉煌”——庆祝中华人民共和国成立70周年和人民政协成立70周年京津冀三城区书画展

天津美术馆有为中国书法、西方艺术、雕塑以及现代艺术为主题的四个常设展览分布在美术馆四楼。第二层和第三层则是特展展厅，一层有大厅临时展览和可以用作于开幕式、酒会或者信息发布会。截止2018年，天津美术馆藏品总数为889件。美术馆藏有吕品昌作品《阿福》，景育民作品《东归·土尔扈特的史诗》等雕塑作品。国画类展品包括尼玛泽仁作品《风雪把歌声带到远方》、祁海峰作品《雾山垂钓图》、马国强作品《喀什阳光》等以及油画、版画、水彩画、篆刻、陶艺、书法、摄影、油漆画等不同展品。

### 获奖情况
天津美术馆已举办大小展览数百场。其中获得国家级奖的有：2012年，“面向现代——馆藏二十世纪中国画展（1900—1950年）”入围中华人民共和国文化部举办的“2012年全国美术馆馆藏精品”项目。2013年，“红色经典——馆藏二十世纪中国画展（1950—1979）”入选“2013年全国美术馆馆藏精品”项目。2014年，“象外之意——中国当代意象风景油画研究展”获得“2014年度全国美术馆优秀展览”项目，“美术体验——少年儿童综合美术体验课程的探索”获得“2013—2014年度全国美术馆优秀公共教育”项目。2016年，天津美术馆主办的“西班牙现代雕塑大师——苏比拉克中国巡回大展”获得2015年度“第十三届全国博物馆十大陈列展览精品推介国际及港澳台合作入围奖”。“唤醒城市的记忆——天津美术馆馆藏20世纪80年代摄影作品展”入选“2016年全国美术馆馆藏精品展出季”项目。

## 参观信息
天津美术馆为免费参观（需凭借居民身份证等有效证件领票），参观时间为周二到周日每天当地时间9点至下午4点半，4点停止入馆，另外于2019年8月17日起每周六试行延时闭馆，开馆时间为早上9点到晚上9点，晚上8点停止入馆，8点半退场。周一闭馆。美术馆每层均有残疾人专用电梯及通道和卫生间，2019年闭馆维护时，对这些设备进行了维护及升级。除此之外，美术馆新添设了母婴室。以及美术馆入口设有触摸式电脑检索系统。另外，美术馆还有书店、艺术品商店、画廊、茶艺馆等服务设施。